# Amrita Sher-Gil
Amrita Sher-Gil (punjabi: امرِتا شیرگِل, ਅੰਮ੍ਰਿਤਾ ਸ਼ੇਰਗਿੱਲ), född 30 januari 1913 i Budapest, död 5 december 1941 i Lahore, var en framstående indisk konstnär.
Hennes far var punjab och sikh och hennes mor var ungersk och judisk. Amrita Sher-Gil betraktas idag som en viktig kvinnlig konstnär i 1900-talets Indien och med en legitimitet som står i klass med mästarna under den bengaliska renässansen. Hon är också den 'dyraste' kvinnliga konstnären i Indien.

## Eftermäle
Nedslagskratern Sher-Gil på planeten Merkurius är uppkallad efter henne.

## Bilder

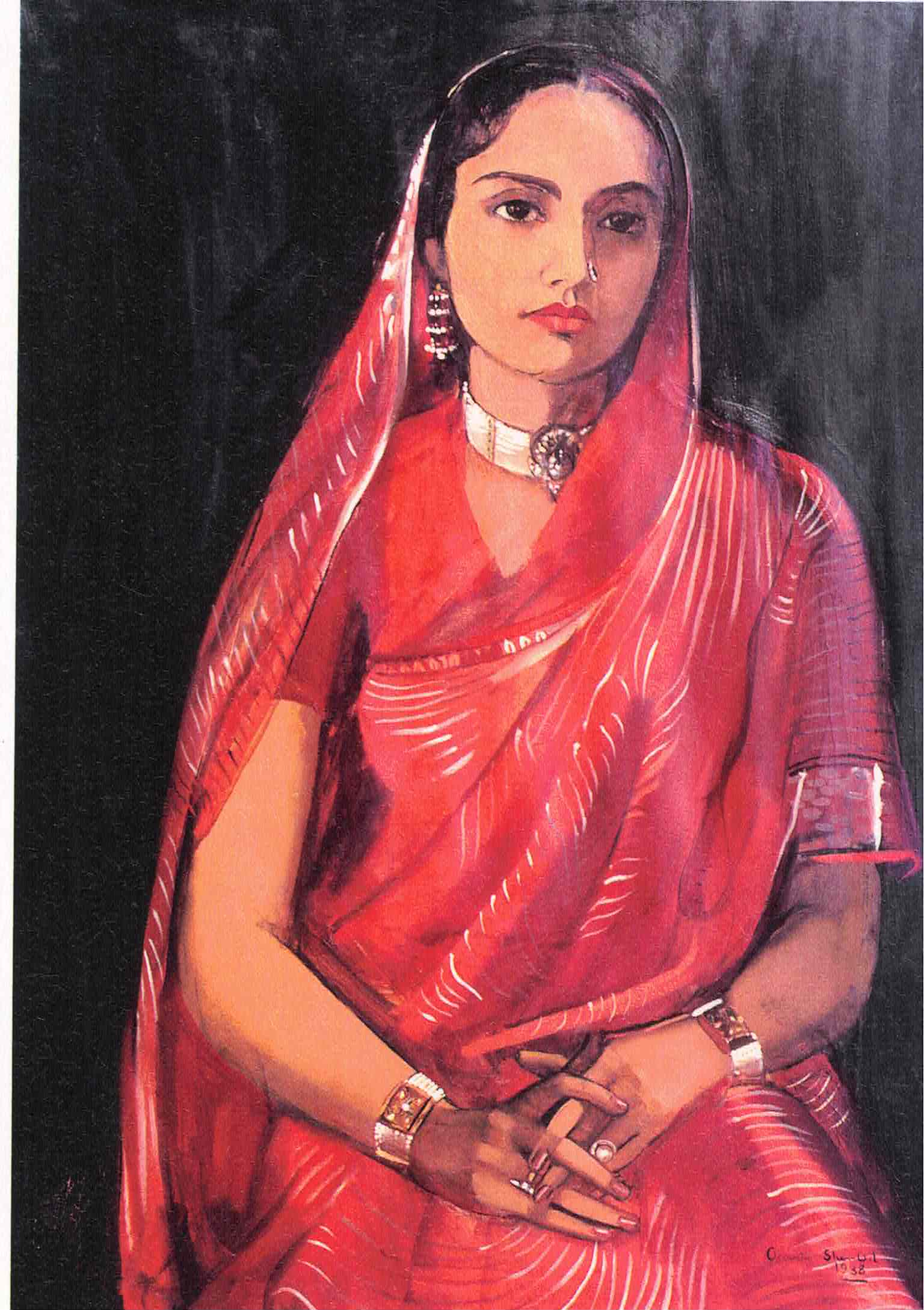
Sardarni Kirpal Singh Majithia.
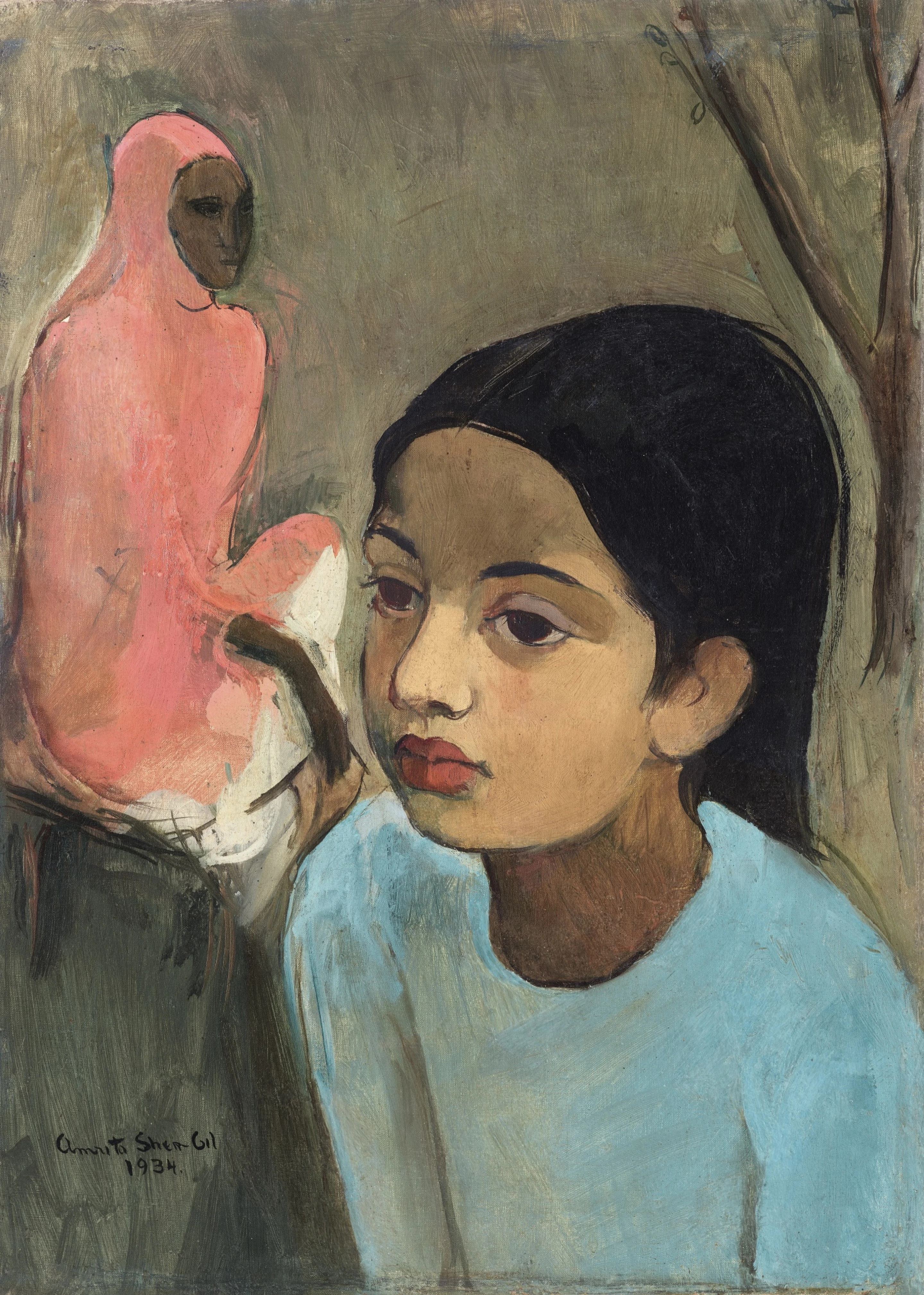
Liten flicka i blått.